# Panning (audio)
Il panning è la distribuzione di un segnale audio (monofonico o di coppie stereofoniche) all'interno di un nuovo campo sonoro stereo o multi-canale determinata da una regolazione per il controllo del pan (cioè per il controllo della posizione apparente da cui proviene il segnale audio in un panorama di tante posizioni apparenti possibili). Una tipica console fisica di registrazione ha un controllo del pan per ciascun canale sorgente in ingresso. Un controllo del pan o manopola del pan, in inglese pan pot, abbreviazione di potenziometro panoramico, è un controllo analogico con un indicatore di posizione che può variare con continuità dalla posizione a ore 7 quando totalmente a sinistra alla posizione a ore 5 quando totalmente a destra. I software di missaggio audio sostituiscono i potenziometri panoramici con delle manopole virtuali su schermo o con dei cursori che funzionano come le loro controparti fisiche.

## Descrizione
Un potenziometro panoramico possiede un'architettura interna che determina in quale quantità un segnale sorgente viene inviato ai bus di sinistra o di destra. "I potenziometri panoramici dividono i segnali audio in canale sinistro e canale destro, ciascuno dotato di un proprio controllo di guadagno (volume) discreto." A questa distribuzione di segnale spesso ci si riferisce con l'appellativo di legge.
In posizione centrale (posizione a ore 12), la legge può essere progettata in modo da inviare −3, −4,5 o −6 decibel (dB) equamente a ogni bus. "Il segnale passa attraverso entrambi i canali ad un volume uguale mentre il potenziometro panoramico punta direttamente a nord." Se i due bus di uscita vengono successivamente ricombinati in un segnale mono, allora è auspicabile una legge di ripartizione stereo di -6 dB. Se i due bus di uscita devono rimanere stereo, allora è auspicabile una legge di -3 dB. Una legge di −4,5 dB al centro rappresenta un compromesso tra le due precedenti. Un controllo del pan ruotato completamente a un lato comporta che la sorgente sia inviata a piena intensità (0 dB) a un bus (canale sinistro o canale destro) ed a intensità 0 (−∞ dB) all'altro. Indipendentemente dalla regolazione del pan, il livello di potenza sonora complessiva rimane (o sembra rimanere) costante. A causa del fenomeno del centro fantasma, il suono spostato nella posizione centrale viene percepito come proveniente da un punto tra l'altoparlante sinistro e quello destro, ma non al centro a meno che non sia ascoltato con le cuffie, a causa della funzione di trasferimento correlata alla testa HRTF.
Il panning in campo audio prende il nome dalle riprese panning nella tecnologia delle immagini in movimento. Un potenziometro panoramico audio può essere utilizzato in un mix per creare l'impressione che una sorgente sia in movimento da un lato del teatro di posa verso l'altro, sebbene idealmente dovrebbe esserci anche delle differenze di tempo (includendo fase ed effetti Doppler), di filtraggio e di riverbero per avere un'immagine più completa del movimento apparente all'interno di uno spazio definito. I semplici controlli analogici del pan cambiano solo il livello relativo; essi non aggiungono riverbero per sostituire il segnale diretto, cambiamenti di fase, modifiche dello spettro o cambiamenti dei tempi di ritardo. "Le tracce sembrano quindi muoversi nella direzione in cui [si] puntano i potenziometri panoramici su un mixer, anche se in realtà [si] attenuano quelle tracce dal lato opposto del piano orizzontale."
In un mixer audio il panning può essere utilizzato anche per ridurre o invertire la larghezza stereo di un segnale stereo. Per esempio, i canali sinistro e destro di una sorgente stereo possono essere spostati in direzione frontale (al centro), cioè inviati in modo uguale sia all'uscita sinistra che all'uscita destra del mixer, generando un segnale mono duale.
Un primo processo di panning venne utilizzato nello sviluppo del fantasound, una forma pioneristica di sistema di riproduzione di suoni stereofonici per il film Fantasia (1940).

## Passaggio alla stereofonia
Prima che i potenziometri panoramici fossero disponibili, "veniva usato un interruttore a tre vie per assegnare la traccia all'uscita sinistra, all'uscita destra o a entrambe (il centro)". Onnipresente nei brani delle classifiche di Billboard durante la metà e la fine degli anni '60, esempi chiari includono "Strawberry Fields Forever" dei Beatles, "Purple Haze" di Jimi Hendrix e "Living for the City" di Stevie Wonder. In "A Day in the Life" dei Beatles, la voce di Lennon è spostata all'estrema destra nelle prime due strofe, nella terza strofa è spostata al centro poi all'estrema sinistra e a sinistra nella strofa finale, mentre durante il bridge la voce di McCartney viene spostata all'estrema destra.